# Ramón Gonzálvez Ruiz
Ramón Gonzálvez Ruiz  (Puebla de Alcocer, Badajoz, 14 de agosto de 1928-Toledo, 29 de enero de 2019) fue un historiador español, sacerdote, archivero de la catedral de Toledo y director de la Real Academia de Bellas Artes y Ciencias Históricas de Toledo (2005-2010). Experto en la códigología hispano-mozárabe y en la historia de los libros y bibliotecas de la Edad Media toledana.

## Biografía
Tras realizar los estudios eclesiásticos en los seminarios menor y mayor de Toledo, donde cursó cinco años de Humanidades, tres de Filosofía y cuatro de Teología, se ordenó sacerdote el 20 de diciembre de 1952. Su primer destino pastoral le llevó a diversos poblaciones de la provincia de Guadalajara: Cañizar, donde fue ecónomo; y Coruelas, Torre del Burgo y Heras de Ayuso. Posteriormente fue nombrado coadjutor de Almorox (Toledo).
Viajó a Roma para cursar Historia Eclesiástica y Teología en la Pontificia Universidad Gregoriana (1955-1959), y Archivística en la Escuela de Paleografía y Archivística del Archivo Secreto Vaticano. De regreso a España, realizó los estudios en Historia Medieval en la Universidad de Oviedo, obteniendo la licenciatura en 1974, y el doctorado en la Universidad Complutense de Madrid, que defendió en 1994. En 1959 se instaló en Toledo, donde permaneció hasta su fallecimiento, ocupando diversos puestos pastorales. Primero como auxiliar del canónigo archivero y capellán de las religiosas Carmelitas de la Caridad, cargo compatibiliza con la función pastoral de viceconsiliario del Consejo Diocesano de Acción Católica, confesor extraordinario del Seminario Menor y profesor suplente de Historia Eclesiástica del Seminario Mayor.
En 1964 fue nombrado Beneficiario de la Santa Iglesia Catedral Primada de Toledo y viceconsiliario de la juventud rural de Acción Católica, además de consiliario del movimiento rural. En 1973 fue nombrado profesor de Historia de la Iglesia y en 1976, canónigo del Cabildo Primado.
En 1985 fue designado delegado diocesano para el patrimonio cultural de la Iglesia y en 2008 pasó a ser archivero-bibliotecario emérito del cabildo catedralicio de Toledo.

## Asociaciones a las que perteneció
- Académico numerario de la Real Academia de Bellas Artes y Ciencias Históricas de Toledo (1970)
- Consejero del Instituto Provincial de Investigaciones y Estudios Toledanos (IPIET) (1972)
- Consejero y Director del Departamento de Historia del Instituto de Estudios Visigótico-Mozárabes de San Eugenio de Toledo (1976)
- Vocal de la Junta Nacional de la Asociación de Archiveros de la Iglesia en España (1984)
- Miembro del Centre Européen de Recherches sur les Congregations et Ordres Religieux (ERCOR)
- Miembro de la Universidad de Saint Etienne (1985)
- Académico correspondiente de la Real Academia de la Historia de Madrid (1988)
- Académico correspondiente de la Real Academia Catalana de Sant Jordi de Barcelona (1989).

## Publicaciones
Publicó más de cuarenta trabajos de investigación sobre la historia de la cultura medieval y renacentista en Toledo. Entre otros, destacan estos catálogos: el catálogo de los manuscritos jurídicos medievales de la Catedral de Toledo (Roma-Madrid 1970), el catálogo de los manuscritos litúrgicos de la Catedral de Toledo (Toledo 1977), y el catálogo de los códices bíblicos de la Catedral de Toledo (Madrid 1990).
Una de sus investigaciones más importante fue “Las bulas incunables de la Catedral de Toledo y los orígenes de la imprenta castellana” publicada en Toletum: boletín de la Real Academia de Bellas Artes y Ciencias Históricas de Toledo, núm. 19 (1986), pp. 9-180, donde estableció las ediciones, cronología y los talleres de la imprenta incunable toledana.